# Marimba
För andra betydelser, se Marimba (olika betydelser).

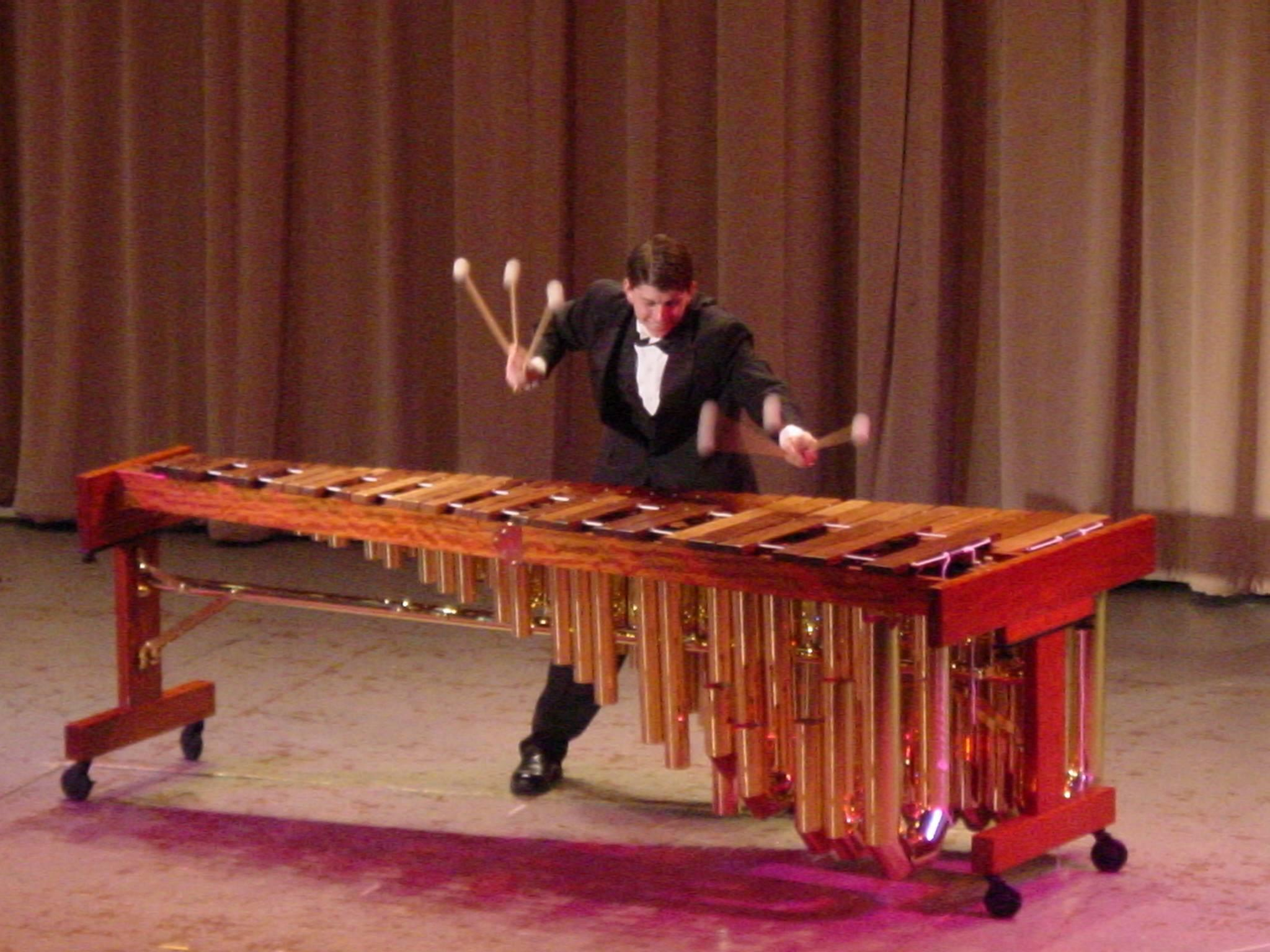
En man spelar på en marimba.

Marimba är ett slagverksinstrument. Tillsammans med xylofon, vibrafon och klockspel ingår marimban i den grupp slagverk som kallas malletinstrument efter det engelska ordet för de klubbor man använder för att spela på dem. Marimban härstammar ursprungligen från Afrika.
En marimba består av flera plattor som är ordnade som på ett klaviatur. Plattorna kan vara gjorda av olika sorters träslag, exempelvis rosenträ, eller av konstgjorda material som glasfiber. Under plattorna finns resonansrör som ger marimban dess karaktäristiska varma, dova och kraftiga ton.
En marimba spänner oftast över flera oktaver.
Marimbaklubbor används vid spel på marimba. Dessa består av tunna trä-(oftast av bambu) eller i vissa fall plastskaft som slutar med ett runt huvud med en diameter på ungefär 3–5 cm. Huvudet är lindat med garn.
Man kan spela med en klubba i varje hand men det är vanligare att hålla två klubbor i en eller båda händer för att därigenom kunna spela ackord. Det finns även de som spelar med tre klubbor i varje hand, totalt sex klubbor.